# تلفيت (نابلس)
تلفيت قرية فلسطينية في محافظة نابلس، يبلغ عدد سكانها حوالي 3,591 نسمة حسب التعداد العام للسكان في عام 2017، وتبلغ مساحتها 6258 دونم، ومن القرى المحتلة عام النكسة. 

## التسمية
تلفيت بلد تكتب بفتح أوله وكسر وتسكين ثانيه وكسر ثالثه وياء وتاء، وهي القرية الثانية في البلاد الذي يطلق عليها هذا الاسم؛ ويعود سبب التسمية إلى عدة روايات:
الرواية الأولى: قد تكون حرفت وكتبت من «تل بيت» بمعنى تل البيت.
الرواية الثانية: بمعنى تل البيضة أو تل البيض.
الرواية الشعبية: بأن اسمها أخذ من كلمتي تل فيت، وتعني تل: لأنها تقع على تله، وفيت اسم لقائد روماني حكم تلك المنطقة ومن المرجح أن تلفيت سميت بهذا الاسم لوقوعها على تل وكذلك نسبة إلى القائد الروماني فيت فترة خضوعها للحكم الروماني.

## الجغرافيا
تقع في وسط فلسطين، في وسط الضفة الغربية، في الجزء الجنوبي الشرقي من محافظة نابلس، على ارتفاع (600) متراً عن سطح البحر، تبعد عن مركز مدينة نابلس 21 كم.

### حدود القرية
يحد قرية تلفيت من الشمال قرية قبلان، ومن الجنوب الشرقي قريتي قريوت وجالود، كما ويحدها من الغرب قريتي الساوية واللبن الشرقية، ويحدها من الشرق قريتي قصرة وجوريش.

### المساحة
تبلغ مساحة أراض تلفيت "6258" دونما. أما المساحة التي تتموضع عليها تلفيت فتبلغ 49 دونما.ولكن هذه المساحة تغيرت بتطوير النمو السكاني للقرية حيث تضاعفت المساحات التي أقيمت عليها المناطق العمرانية بشكل كبير وفي الاتجاهات المختلفة.

### أحياء القرية
يوجد بالقرية عدة حارات تتوزع على مساحة واسعة وبكافة الاتجاهات وأسماء هذه الحارات ومواقعها:
حارة الرويس: تقع في قلب القرية على ربوة مرتفعة وهي مكتظة بالمباني والسكان وشوارعها ضيقة.
الحارة الوسطى: وتقع في منطقة متوسطة بالنسبة للحارات الأخرى وهي من أقدم الحارات في القرية حيث البيوت المتقاربة المتلاصقة والتي تعرضت معظمها للانهيار وهي مبنية على طريقة«العقود» حيث أسقفها ذات قباب مبنية من الحجر والطين والشيد ويوجد بها المسجد القديم والمسجد الرئيسي وكلك المحلات التجارية والعيادات الصحية.
الحارة القبلية: وهي في المنطقة الجنوبية من القرية وتتماش هذه الحارة مع الشارع المؤدي إلى جالود وتوجد فيها المدرسة الثانوية المختلطة وهذه الحارة مبانيها متفرقة ومتباعدة.
الحارة التحتا: وهي في مدخل القرية الشمالي وتتماشى مع الشارعين المؤديان إلى قبلان وقصرة ويوجد بها بناية المجلس القروي وروضة للاطفال ومركز للشرطة.
الحارة الغربية: وهي حارة حديثة البناء وتقع في المنطقة الغربية من القرية، وقد سميت معظم الاحياء حسب نواحي واتجاهات القرية المختلفة.

### التضاريس
تقسم التضاريس إلى ثلاثة أقسام:
1. الجبال
حيث تشكل النسبة الكبرى من مساحة القرية التي تقع أصلا على تله وتحيط بها الجبال من كافة الجهات وأشهر هذه الجبال هي
جبل راس العين (عين عينا): ويقع في الجهة الشرقية للقرية ويعتبر من أعلى الجبال في المنطقة بأسرها ويبلغ ارتفاعه حوالي 900 متر عن سطح البحر، ومن يصعد إليه يرى كافة المناطق المحيطة دونه ارتفاعا، ويعد الجبل الثالث في منطقة نابلس بعد جبلي عيبال وجرزيم.
جبل المقر: يقع في الجهة الشمالية الشرقية بالنسبة للقرية وهو أقل ارتفاعا من عين عينا بقليل شديد الانحدار ويوجد أجزاء منه لاتصلح للزراعة لهذا السبب، ويوجد به مجموعة من الكهوف المنحوتة في صخوره.
جبل الشونة: يقع في المنطقة الغربية من القرية، ويملك جزءا منه أهالي بلدة الساوية والجزء الأخر لتلفيت، وقد أقام المحتلون مركزا استيطانيا على قمته وصادر معظم الأراضي المحيطة به والتي تشتهر بأشجار الزيتون الكبيرة.
2. السهول
لايوجد الكثير من الأراضي السهلية التابعة للقرية حيث تسود الجبال ولكن هناك مساحات من الأراضي السهلية المحصورة بين الجبال ويعمل السكان على الاستفادة منها في زراعة المحاصيل الشتوية كالحبوب والقطاني وكذلك المحاصيل الصيفية مثل الذرة والسمسم والخضروات ومن أشهر هذه السهول:
- سهل وادي جالود المحصور مابين قرية جالود وتلفيت
- سهل الخلة الفوقا والخلة التحتا.
- مناطق سهلية في موقع «المربعة» و«الوادات».

3. الأودية
يوجد بعض الاودية في القرية والتي تكونت نتيجة الفياضنات لمياه الأمطار وبخاصة في السنوات غزيرة المياه جراء جريان المياه من الجبال المحيطة بها والمياه القادمة من سهلي جالود وقصرة ومن أشهر هذه الوديان:
- وادي جالود: الذي يستمر ليسمى بواد الصفحة ومن ثم واد الحبايل ويعتبر من أكبر وديان القرية الذي يستمر ليتحد مع وديان أخرى قادمة من الساوية وقبلان ويتما ليتواصل مع الوديان الأخرى حتى يصب في البحر الابيض المتوسط.
- واد الضباع: وهو الوادي المتواصل من قصرة والمسمى لديهم بوادي المصري والذي يلتقي مع وادي جالود في الجهة الشمالية من القرية.

### المناخ
تقع تلفيت في سلسلة جبال نابلس التي يتبع مناخها مناخ البحر الابيض المتوسط حيث يكون المناخ حار جافا صيفا، ومعتدل بارد شتاء، مع تساقط كميات من الأمطار التي تنحصر كمياتها مابين 600-800 ملم.كما وتتساقط الثلوج في بعض السنوات حيث ان التضاريس والجبال تساعد على ذلك.
وبالنسبة لدرجات الحرارة في القرية فان متوسطها يكون مابين 16-18م وتنخفض درجة الحرارة بشدة وخصوصا في شهري كانون الثاني وشباط حيث تكون أكثر أيام الستة برودة.
اما بالنسبة للرياح فتهب في الشتاء رياح قوية تصل سرعتها إلى 80 كم/ساعة في مرتفعات القرية الجبلية، ومنها الرياح الغربية المصاحبة للمنخفضات الجوية والرياح الشرقية الجافة التي تسبب الاغبرة والجفاف.

## السكان
دخلت فلسطين وفود كبيرة عبر العصور من تجار وغيرهم وذلك لموقعها الهام كنقطة وصل بين القارات، ومركز للحضارات والأديان.
يبلغ عدد سكان تلفيت حاليا حوالي 3591 نسمة (لا يشمل المغتربين) جميعهم من المسلمين وذلك حسب التعداد العام للسكان 2017 الذي أجراه الجهاز المركزي للإحصاء الفلسطيني.
| السنة      | 1922 | 1931 | 1997 | 2007 | 2017 |
| ---------- | ---- | ---- | ---- | ---- | ---- |
| عدد السكان | 352  | 474  | 2235 | 3071 | 3591 |

### أعلام بارزون
- أكرم مسلم

## السياحة والآثار
يوجد في القرية العديد من المناطق الاثرية ذات القيمة التاريخية والتراثية ومن اهمها:
1. خربة عين عينا: تقع على الجبل المسمى باسمها، وقد مر ذكره وتحتوي على (اثار واكوام حجارة)وفيها مكان لايزال يعرف بالجامع.
2. خربة الشونة: تقع غرب القرية ويوجد بها كهوف واكوام حجارة واقامت عليها قوات الاحتلال الصهيونية نقطة استيطانية عليها.
3. خربة صخر المقر: تقع شمال القرية في الجبل المسمى باسمها ويوجد بها منحوتات صخرية واكوام حجارة.
4. خربة العين: تقع بالقرب من نبع الخلة الفوقا ويوجد بها كهوف وابار كثيرة وجامع منحوت في الصخر.
5. خربة جبعيت تقع في منطقة الغور القريبة من قرية دوما حيث يوجد مساحات كبيرة تابعة للقرية حيث يوجد بها عراق الخروب ومقام الشيخ محمد وابار مياه كثيرة.

## النقل والمواصلات
ويصل إليها طريق محلي يتفرع عن الطريق الرئيسي نابلس-رام الله وتبعد عنه 4 كم. كما وتتصل القرية مع غيرها من القرى المجاورة لها بطريق انشأت زمن الحكم الأردني للضفة الغربية أي قبل حرب عام 1967.حيث تتصل القرية مع بلدة قريوت وجالود بطريق يصل حوالي 3كم.كما وتتصل مع بلدة قصرة بطريق طولة 4كم، وطريق أخر مع بلدة قبلان بطول 5كم.